# Pulau Ketam
Pulau Ketam (z malez. Wyspa Krabów) – malezyjska wyspa położona u wybrzeży Port Klang, w stanie Selangor.
Na zajmującej niecałe 23 km² wyspie znajdują się dwie niewielkie wioski rybackie – Pulau Ketam na południowej stronie wyspy oraz Sungai Lima zlokalizowana w części północno-wschodniej, o populacji wynoszącej odpowiednio 9150 oraz 1540 mieszkańców. Zostały założone około 1880 r. przez Chińczyków, którzy wyemigrowali tutaj po ucisku dynastii Qing. Do dziś przedstawiciele tej społeczności stanowią większość mieszkańców wyspy, a ich głównym zajęciem pozostaje rybołówstwo.
Podczas przypływu przybrzeżna część wyspy zostaje zanurzona, dlatego też domy i uliczki zostały umieszczone na palach, których wysokość sięga od 1 do 10 metrów nad poziomem morza. Na wyspie nie ma samochodów, głównym środkiem transportu są rowery i skutery. Wioski, oddalone od siebie o 2 km, nie są ze sobą połączone drogą lądową, jedynym środkiem transportu między nimi jest łódź. Codzienne połączenia promowe łączą wyspę z Port Klang na kontynencie. Niezamieszkaną część wyspy zajmują lasy i bagna namorzynowe.
Wioska Pulau Ketam jest lokalną atrakcją turystyczną. Znajdują się tu hotele oraz restauracje serwujące ryby i owoce morza. Oprócz charakterystycznych drewnianych domów na palach, odwiedzający mogą odwiedzić świątynie taoistyczne i buddyjskie.